# Antigonos (Mysliveček)
Antigonos (v italském originále Antigono) je italská opera ve třech dějstvích českého skladatele Josefa Myslivečka na libreto italského básníka Pietra Metastasia, které bylo poprvé provedeno roku 1744 na hudbu Johanna Afolfa Hasseho. Při zpracování této látky Mysliveček libreto patrně zkrátil a upravil podle stávajícího vkusu, tyto úpravy však nelze spolehlivě identifikovat. Tato opera (a všechny ostatní Myslivečkovy opery) náleží k žánru vážné opery nazývanému v italštině opera seria. Jedná se o poslední Myslivečkovu operu.

## Vznik a historie díla
Antigono byla Myslivečkova poslední opera a současně první, která měla premiéru v menším římském divadle Teatro delle Dame, a to dne 5. dubna 1780, tedy v době, kdy už byl skladatel smrtelně nemocen (zemřel 4. února 1781). Poštěstilo se mu tedy ještě zažít jednu úspěšnou operní premiéru dříve, než se stal zcela neschopným k další práci. Tato inscenace poněkud napravila relativní neúspěch jeho předchozích oper Armida and Medón, které byly uvedeny na počátku téhož roku, aniž by mu však zajistila potřebný příjem: Mysliveček žil nadále v naprosté nouzi.
Úplná partitura této opery se nezachovala, ale některé árie jsou známy, neboť byly zahrnuty so rukopisných sbírek v různých koutech Evropy. Nejúspěšnější z nich bylo rondo "Ho perduto il mio tesoro," které bylo šířeno tiskem i rukopisně dlouho do 19. století. Bylo zvlášť oblíbené v Anglii a bylo dokonce vytištěno v americké Philadelphii koncem 90. let 18. století. Všichni účinkující byli muži, protože v Římě bylo až do nástupu papeže Pia VII. roku 1800 ženám zakázáno vystupovat v divadle. Někteří z nich zpívali již v Medontovi o několik měsíců dříve. Nejznámějšími zpěváky v obsazení Antigona byli tenor Giovanni Ansani, blízký profesní společník skladatele, a kastrát Pietro Benedetti, první interpret zmíněného ronda "Ho perduto il mio tesoro".
Mezi třemi dějstvími opery byly prováděny dva balety, totiž Lov Jindřicha IV. (La caccia di Enrico IV) a Venkovské příhody (Gli avvimenti campestri). Dějově ani hudebně s operou nesouvisely; hudbu k nim složil Luigi Marescalchi a choreografii vytvořil Onorato Viganò.

## Osoby a první obsazení
| Osoba                                                         | Hlasový obor     | Premiéra (5. dubna 1780) |
| ------------------------------------------------------------- | ---------------- | ------------------------ |
| Antigonos (Antigono), král makedonský                         | tenor            | Giovanni Ansani          |
| Démétrios (Demetrio), jeho syn, zamilovaný do Bereniké        | soprán (kastrát) | Pietro Benedetti         |
| Bereniké (Berenice), egyptská princezna, zaslíbená Antignoovi | soprán (kastrát) | Giuseppe Benigni         |
| Alexandr (Alessandro), král epirský, zamilovaný do Bereniké   | soprán (kastrát) | Michelangelo Bologna     |
| Isméné (Ismene), dcera Antigona, zamilovaná do Alexandra      | soprán (kastrát) | Silvestro Fiammenchi     |
| Klearchos (Clearco), Alexandrův kapitán a přítel Démétriův    | bas              | Lorenzo Galeffi          |

## Děj opery
Děj opery se odehrává v Soluni ve 3. století př. n. l. Antigonos II. Gonatás, král Makedonie, se ucházel o ruku egyptské princezny Bereniké a získal ji; chystá se svatební obřad. Mezi Bereniké a královým synem Démétriem však došlo k milostnému vzplanutí. Antigonos proto nařídil synovi vyhnanství. Mezitím Makedonii napadl epirský král Alexandr, syn Pyrrha, který se o Bereniké sám neúspěšně ucházel.

### 1. dějství
Soluň je obléhána Alexandrovým vojskem. Bereniké se strachuje o Antigona, teprve v rozhovoru s Isméné si však definitivně uvědomuje, že je beznadějně zamilována do Démétria. Ten se právě objevuje, protože přesto, že se zdržuje ve vyhnanství, rozhodl se přijít otci pomoci v nouzi. Bereniké se jej snaží poslat pryč, zvláště když jí Démétrios začne vyznávat lásku. I Antigonos je nejdříve nemile překvapen, pak však syna uvítá a pokouší se Bereniké poslat z obleženého města do bezpečí.
Alexandr však vítězí. Nejen že mu stráže přivádějí Bereniké, jejíž útěk překazily, i Antigonos je přemožen. Bereniké však v přítomnosti svého snoubence hrdě odmítá Alexandrovo dvoření. Démétrios se snaží u svého přítele a Alexandrova pobočníka Klearcha dosáhnout Antigonova propuštění; Klearchos veřejně odmítá, soukromě mu to však přislíbí.

### 2. dějství
Démétrios prosí u Alexandra za svého otce. Ten je ochoten Antigona propustit výměnou za ruku Bereniké. Démétrios na tuto podmínku s těžkým srdcem přistupuje a snaží se přesvědčit i Bereniké, která souhlasí až po dlouhém zdráhání. Démétrios uvědomí Alexandra, který se mezitím snaží zbýt Isméné, jež mu připomíná svou lásku. Od Ismény se o plánu na sňatek Alexandra a své snoubenky dozvídá i Antigonos a v rozhovoru s Démétriem rozhodně odmítá svou nastávající postoupit vítězi.
Bereniké přináší zprávu o zvratu v boji – jednotkám věrným Antigonovi se podařilo využít nepozornosti dobyvatelů, zmocnit se opět města a zapálit epirské loďstvo. Alexandr Antigona preventivně uvrhne do stráženého vězení. Démétrios se loučí s Bereniké a odchází udělat cokoli pro otcovo osvobození.

### 3. dějství
Antigonos je stále zatvrzelý a raději podstoupí smrt, než aby se Alexandrovi podřídil. Démétrios se svěřuje s plány na osvobození otce své sestře Isméné, ta je ale považuje za bláhové a beznadějné. Démétrios ještě jednou v audienci u Alexandra prosí o propuštění svého otce; když však Alexandr odmítá, Démétrios jej napadne zbraní a pod pohrůžkou zabití donutí propustit Antigona. Jakmile je Alexandr s Klearchovou pomocí uvolněn, hodlá se pomstít. Démétrius však již svého cíle, svobození otce, dosáhl a hodlá odevzdává se Alexandrovi na milost – a ta skutečně přichází, neboť Alexandr je dojat jeho synovskou láskou a propouští jeho i Bereniké. Milostný vztah obou mladých lidí však není naplněn, neboť Bereniké se musí vrátit k Antigonovi. Zoufalý Démétrios hledá smrt v boji.
Oddílům věrným Antigonovi se podařilo dosáhnout vítězství. Nyní se situace obrátila a Alexandr je zajatcem Antigonovým. Antigonos jej však propouští a Alexandr je potrestán jen tím, že si musí vzít Isméné. Předčasná zpráva o Démétriově smrti vyvolá v Antigonovi výčitky svědomí; naštěstí se Démétrios vrací živ a zdráv, zachráněn Klearchem. Antigonos svého syna chválí za oddanost, kterou mu prokázal, a vzdává se Bereniké v jeho prospěch. Všichni se radují.